# Frome Vauchurch
Frome Vauchurch är en ort och civil parish  i Storbritannien.   Den ligger i kommunen Dorset och riksdelen England, i den södra delen av landet, 190 km väster om huvudstaden London. Frome Vauchurch ligger 101 meter över havet och antalet invånare är 160.
Terrängen runt Frome Vauchurch är huvudsakligen platt, men åt sydväst är den kuperad. Frome Vauchurch ligger nere i en dal. Runt Frome Vauchurch är det ganska tätbefolkat, med 86 invånare per kvadratkilometer. Närmaste större samhälle är Weymouth, 19,2 km söder om Frome Vauchurch. Trakten runt Frome Vauchurch består till största delen av jordbruksmark.